# Šibin el-Kom
Šibin el-Kom je hlavní město governorátu Minúfija. Leží v Deltě Nilu v nadmořské výšce asi 25 m n. m. V roce 2021 zde žilo 267 945 obyvatel, metropolitní oblast města však čítala asi 630 tisíc obyvatel. Město leží v oblasti s aridním podnebím, přičemž rekordní teplota ve městě byla zaznamenána v červnu 1961, když ve městě bylo naměřeno 48 °C. Naopak nejnižší teplota ve městě byla naměřena v lednu 1996, když byly ve městě naměřeny -3 °C. 